# Cotton (computerspelserie)
Cotton is een serie computerspellen ontwikkeld door Success. De serie shoot 'em ups zijn uitgebracht door verschillende uitgevers voor meerdere platforms.

## Beschrijving
De serie verscheen in 1991 en bestaat anno 2021 uit acht spellen. De spelserie hielp het subgenre Cute 'em up groeien, waarin men op ongebruikelijke en bizarre vijanden moet schieten. De meeste spellen in de serie zijn side-scrolling.
Er werden zeven spellen uitgebracht in de periode 1991 en 2003. Hierna waren er gedurende 18 jaar geen vervolgspellen in de serie. In 2021 verscheen Cotton Reboot!.
De speler bestuurt in de spellen Cotton, een jonge heks die verslaafd is aan wilgensnoep. Ze is de protagonist in de serie en vliegt op een bezemsteel om zich een weg te banen door een magisch koninkrijk met vijanden. Ze wordt vergezeld door de fee Silk. Cotton heeft rood haar en is qua karakter heetgebakerd, onvolwassen en overdrijft vaak.
Elk Cotton-spel bevat een uniek verhaal dat losjes is verbonden met andere spellen in de serie. Ondanks dat er een belangrijker doel is in de spellen, gaat het bij Cotton vooral om het eten van meer wilgensnoep.

## Spelserie
| Jaar | Titel                                    | Platform                                                         | Uitgever                                |
| ---- | ---------------------------------------- | ---------------------------------------------------------------- | --------------------------------------- |
| 1991 | Cotton: Fantastic Night Dreams           | Arcade, TurboGrafx-CD, X68000, PlayStation, Neo Geo Pocket Color | Sega, Hudson Soft, Electronic Arts, SNK |
| 1994 | Cotton 100%                              | Super Famicom, PlayStation                                       | Datam Polystar                          |
| 1994 | Panorama Cotton                          | Mega Drive                                                       | Sunsoft                                 |
| 1997 | Cotton 2: Magical Night Dreams           | Arcade, Saturn                                                   | Tecmo                                   |
| 1998 | Cotton Boomerang: Magical Night Dreams   | Arcade, Saturn                                                   | Tecmo                                   |
| 2000 | Rainbow Cotton                           | Dreamcast                                                        | Success                                 |
| 2003 | Magical Pachinko Cotton                  | Pachinko, PlayStation 2                                          | Success                                 |
| 2021 | Cotton Reboot!                           | PlayStation 4, Switch, Windows                                   | ININ Games                              |
| 2021 | Cotton Guardian Force Saturn Tribute     | PlayStation 4, Switch, Windows, Xbox One                         | City Connection                         |
| 2021 | Cotton Fantasy: Superlative Night Dreams | Arcade, PlayStation 4, Switch, Windows                           | Sega, Success                           |